# فارل ویلیامز
فارل ویلیامز (به انگلیسی: Pharrell Williams) (زاده ۵ آوریل ۱۹۷۳) که بیشتر با نام فارل شناخته می‌شود، تهیه‌کننده، خواننده، رپر و طراح مد آمریکایی می‌باشد. او همچنین خوانندهٔ اصلی و درامر گروه ان.ئی.آر.دی. می‌باشد.
فارل برای بسیاری از خواننده‌ها آهنگ ساخته‌است. او به خاطر تهیه‌کنندگی تا به حال نامزد ۱۰ جایزه گرمی شده که ۳ جایزه را به دست آورده‌است. او اولین تک‌آهنگ خود را به نام Frontin در سال ۲۰۰۳ بیرون داد و به دنبال آن اولین آلبوم خود به نام In My Mind را در سال ۲۰۰۶ منتشرکرد.
فارل در سال ۲۰۱۴، یکی از ۱۰۰ شخصیت تاثیرگذار سال مجلهٔ تایم انتخاب‌شد.

## فراخوان ساخت کلیپ باآهنگ خوشحالو بازداشت سازندگان ایرانی کلیپ
افراد زیادی از سراسر جهان به فراخوان فارل پاسخ دادند و مشغول ساخت ویدیو شدند. هفت جوان ایرانی با میانگین سنی ۲۵ سال از تهران برای این آهنگ ویدیویی ساختند و در یوتیوب منتشر کردند.
جوانان ایرانی در پاسخ به کمپین خوشحالی و به علت تهیه یک ویدئو کلیپ با آهنگ خوشحال یا هپی از فارل ویلیامز، بازداشت شدند. گفته می‌شود که این افراد سپس به قید وثیقه آزاد شدند. این بازداشت انزجارات بین‌المللی فراوانی را علیه حکومت ایران به همراه داشت چنانکه فارل ویلیامز آن را بیش از حد تصور تاسف بار خواند. همچنین حسن روحانی، رئیس‌جمهور وقت ایران در صفحه توییتر خود اظهارداشت: 
شادی حق جوانان ماست و ما نباید دربارهٔ آن سخت‌گیری کنیم.
همهٔ این‌ها در حالی است که سازمان صداوسیما جمهوری اسلامی ایران ادعا کرد که این افراد به خاطر تست بازیگری اغفال شدند. پلیس نیز اظهار کرد که طی یک عملیات شش ساعته افراد دستگیرشده‌اند.